# شیرمرغ چتری
شیرمرغ چتری (نام علمی: Ornithogalum umbellatum) نام یک گونه از سرده شیرمرغ است.